# Quercus liboensis
Quercus liboensis — вид рослин з родини букових (Fagaceae), ендемік Китаю.

## Середовище проживання
Ендемік Китаю.